# والتر تي داونينج
والتر تي داونينج (بالإنجليزية: Walter T. Downing)‏ هو مهندس معماري أمريكي، ولد في 1865، وتوفي في 1918.